# 救贖石洞

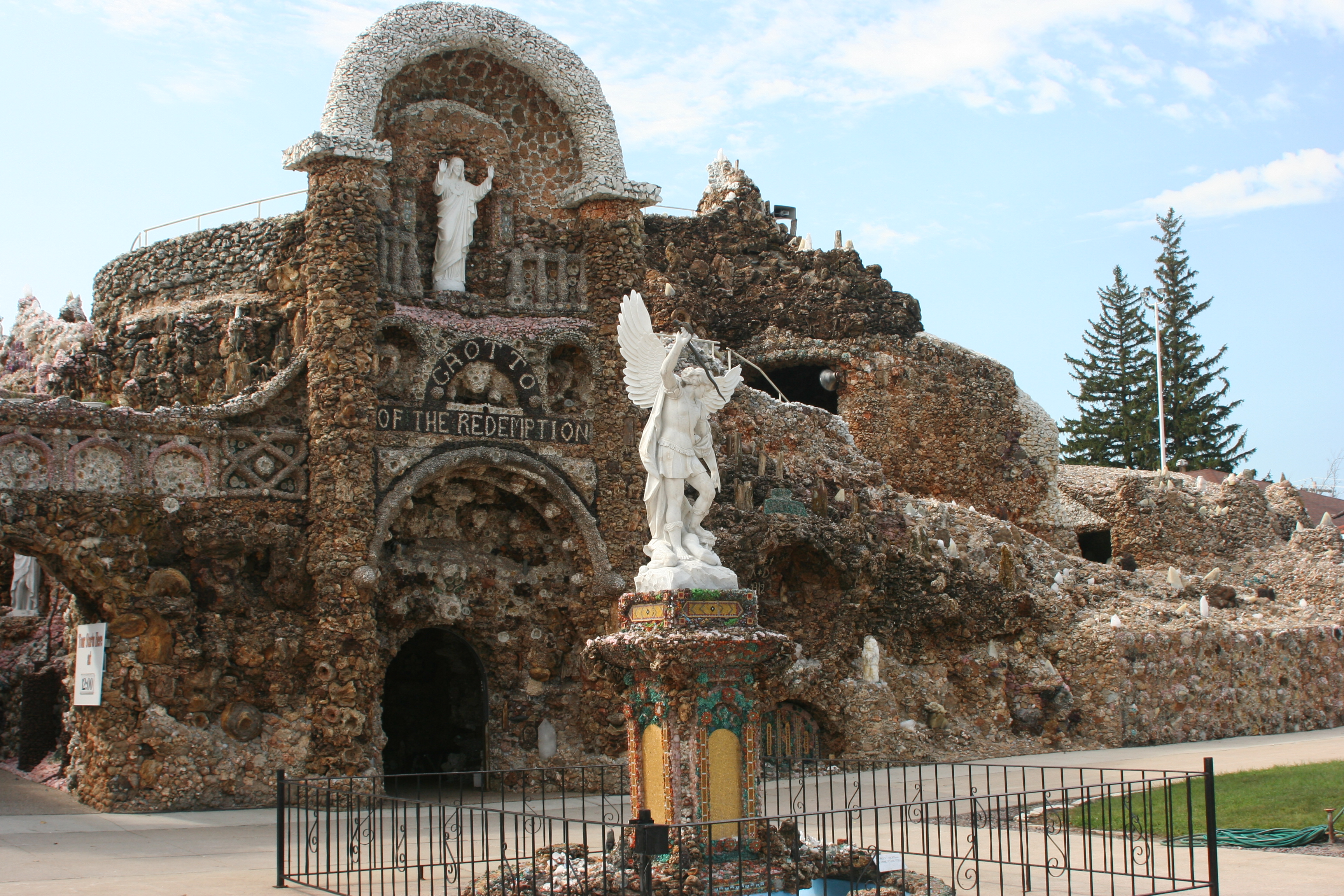

救贖石洞（The Shrine of the Grotto of the Redemption）是位於美國愛荷華州西本德的一個宗教場所。九個洞穴描繪了耶穌的一生。該洞穴被認為是世界最大的人工洞穴，集合了多種礦物。構成洞穴的礦物價值超過$4,308,000。每年有超過10萬人參觀救贖石洞。

## 外部連結
- Video Tour of the Grotto of the Redemption （页面存档备份，存于）
- Official website （页面存档备份，存于）